# IFNA5
IFNA5 (англ. Interferon alpha 5) – білок, який кодується однойменним геном, розташованим у людей на короткому плечі 9-ї хромосоми. Довжина поліпептидного ланцюга білка становить 189 амінокислот, а молекулярна маса — 21 942.
| 10         |  | 20         |  | 30         |  | 40         |  | 50         |
| ---------- |  | ---------- |  | ---------- |  | ---------- |  | ---------- |
| MALPFVLLMA |  | LVVLNCKSIC |  | SLGCDLPQTH |  | SLSNRRTLMI |  | MAQMGRISPF |
| SCLKDRHDFG |  | FPQEEFDGNQ |  | FQKAQAISVL |  | HEMIQQTFNL |  | FSTKDSSATW |
| DETLLDKFYT |  | ELYQQLNDLE |  | ACMMQEVGVE |  | DTPLMNVDSI |  | LTVRKYFQRI |
| TLYLTEKKYS |  | PCAWEVVRAE |  | IMRSFSLSAN |  | LQERLRRKE  |  |            |

A: Аланін

C: Цистеїн

D: Аспарагінова кислота

E: Глутамінова кислота

F: Фенілаланін

G: Гліцин

H: Гістидин

I: Ізолейцин

K: Лізин

L: Лейцин

M: Метіонін

N: Аспарагін

P: Пролін

Q: Глутамін

R: Аргінін

S: Серин

T: Треонін

V: Валін

W: Триптофан

Кодований геном білок за функцією належить до цитокінів. 
Задіяний у такому біологічному процесі, як противірусний захист. 
Секретований назовні.